# Аміко Аспертіні
Аміко Аспертіні  (італ. Amico Aspertini; бл. 1474, Болонья — 1552, там же) —  болонський художник та скульптор доби раннього відродження та місцевого маньєризму. Один з найбільших представників Болонської школи.

## Ранні роки і навчання
Народився в сім'ї художника  Джованні Антоніо Аспертіні. Художником був і його брат Гвідо Аспертіні. Художній фах почав опановувати в майстерні батька, як і його брат.

## Два періоди праці в Римі

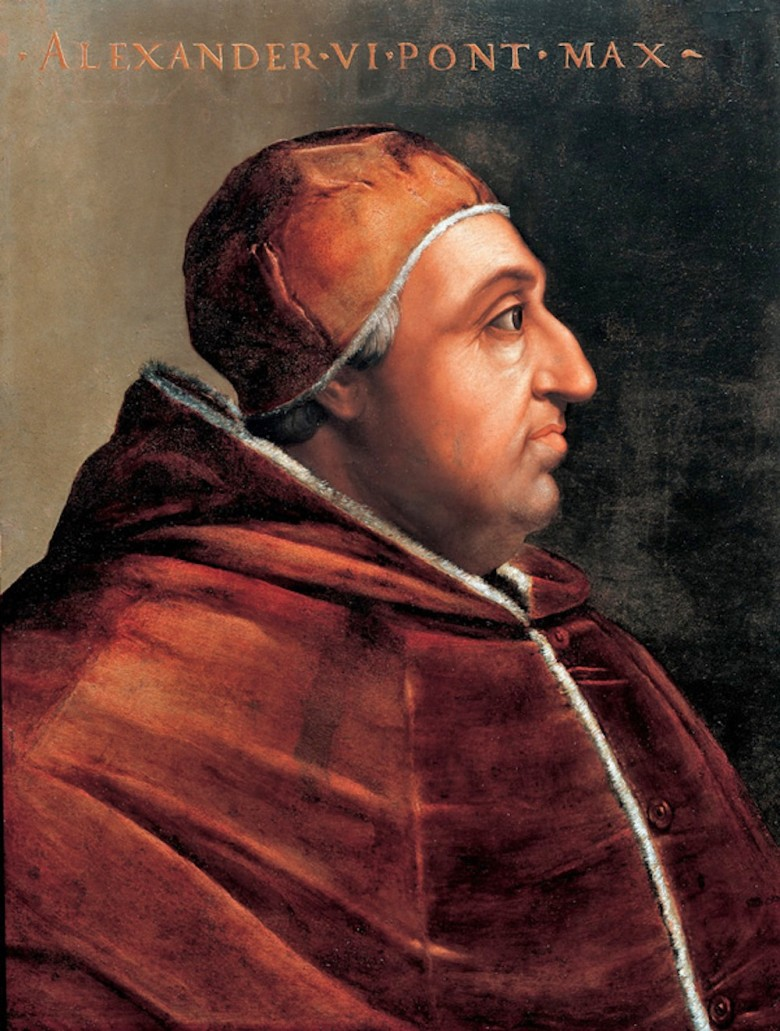
Художник Крістофоро дель Альтіссімо. Папа з роду Борджа

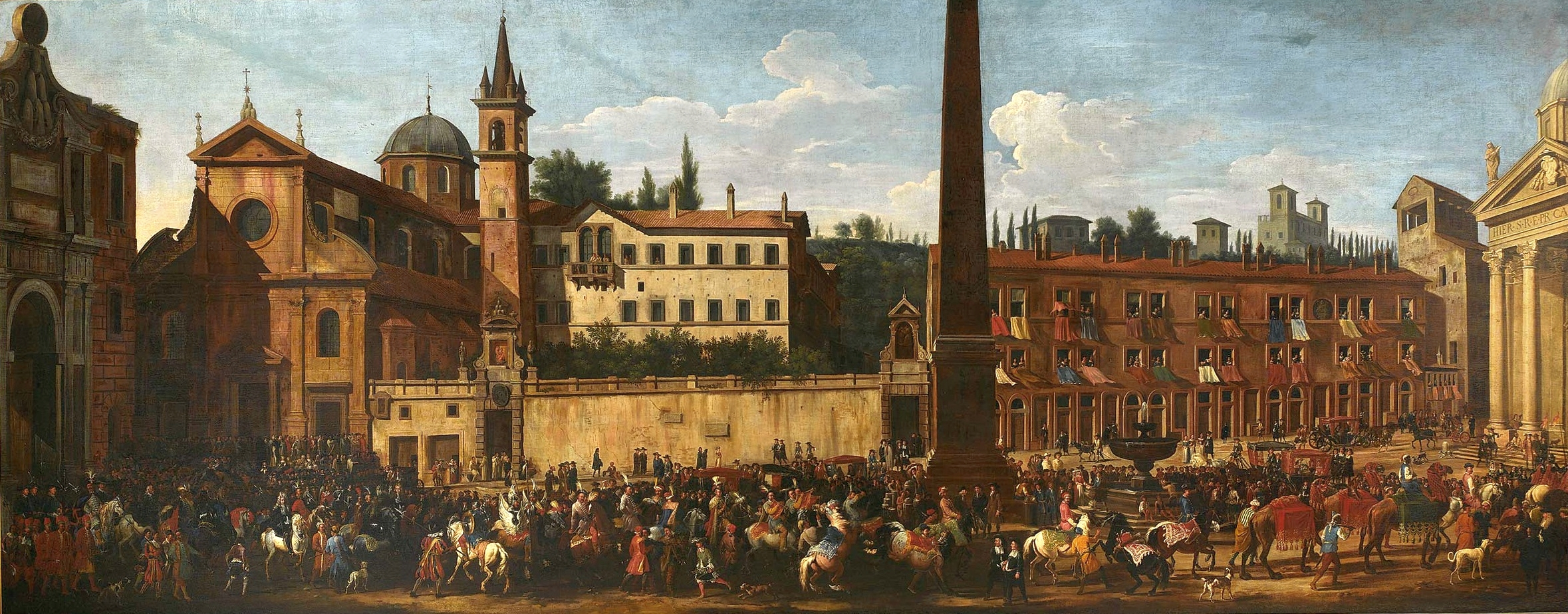
Художник Пітер ван Блумен. Церква Санта-Марія-дель-Пополо та урочиста процесія біля неї, Рим. Збірка палацу Вілянува у Варшаві.

Аміко Аспертіні тривалий час зберігав зв'язок (родинний і творчий) з власним батьком. Так, про його перший римський період подбав саме батько, що узяв сина разом із собою у Рим ще у 1496 році. Перебування в Римі, багатому давньоримськими пам'ятками та архітектурними шедеврами раннього італійського відродження мало надзвичайний благодійний вплив на свідомість молодого митця. Фрески в римських церквах, серед котрих справжньою художньою школою могла слугувати навіть одна Сикстинська каплиця, де в 1481-1483 роках встигли попрацювати Доменіко Гірляндайо, Сандро Боттічеллі,П'єтро Перуджіно, Пінтуріккіо тощо. Побував у Ватикані як відвідувач і Аміко Аспертіні. Саме стінописи Пінтуріккіо справили на митця найбільше враження. Окрема сторінка - сам Рим, його архітектурне середовище, ще не поруйнований вояками імператора Карла V 1527 року.
Серед пам'яток нещодавнього минулого Аміко Аспертіні вразила вівтарна картина «Поклоніння трьох королів» з каплиці родини Ровере в церкві Санта-Марія-дель-Пополо. 

## Зустріч з давньоримськими пам'ятками
Найважливішими для свідомості молодого художника були зустрічі з античними пам'ятками, мода на котрі так захоплювала художників Флоренції та тогочасного Риму. Він годинами блукав Римом і відвідував руїни, печери, нещодавні хижацькі розкопки. шукав і замальовував давньоримькі саркофаги, уламки ваз і старовинних скульптур, архітектурні деталі, перебуваючи в захваті від залишків стародавньої цивілізації.  
Вдруге Аміко Аспертіні відвідав Рим 1500-1503 рр. 

## Шлях через ренессансну Флоренцію

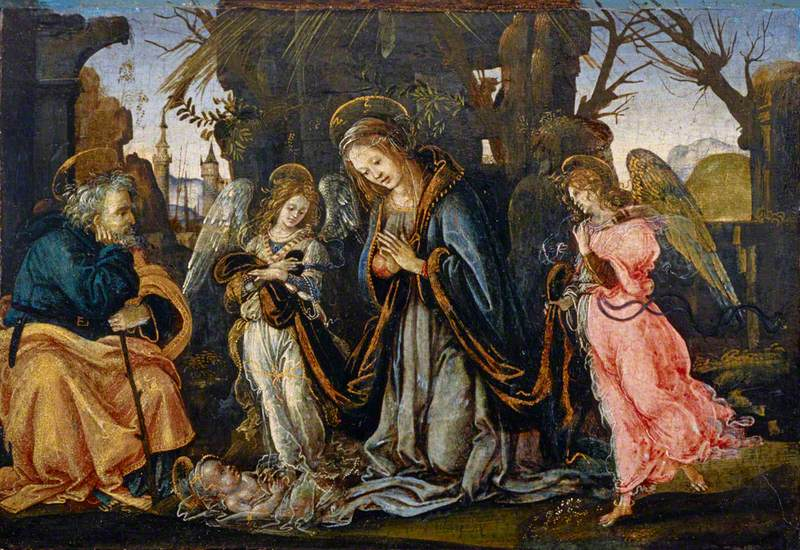
Філіппіно Ліппі. Різдво Христове з двома янголами, Національна галерея Шотландії.

Шлях у тогочасний Рим йшов через місто Флоренція. За стилістикою ранніх творів Аміко Аспертіні видно, що найбільший вплив на нього справили твори Філіппіно Ліппі з їх кольоровим скарбами, досконалим малюнком і граціозними персонажами. 
Архівні розшуки довели, що Аміко Аспертіні відвідав Сієну, Мантую та Лукку. 

## Доба зрілості

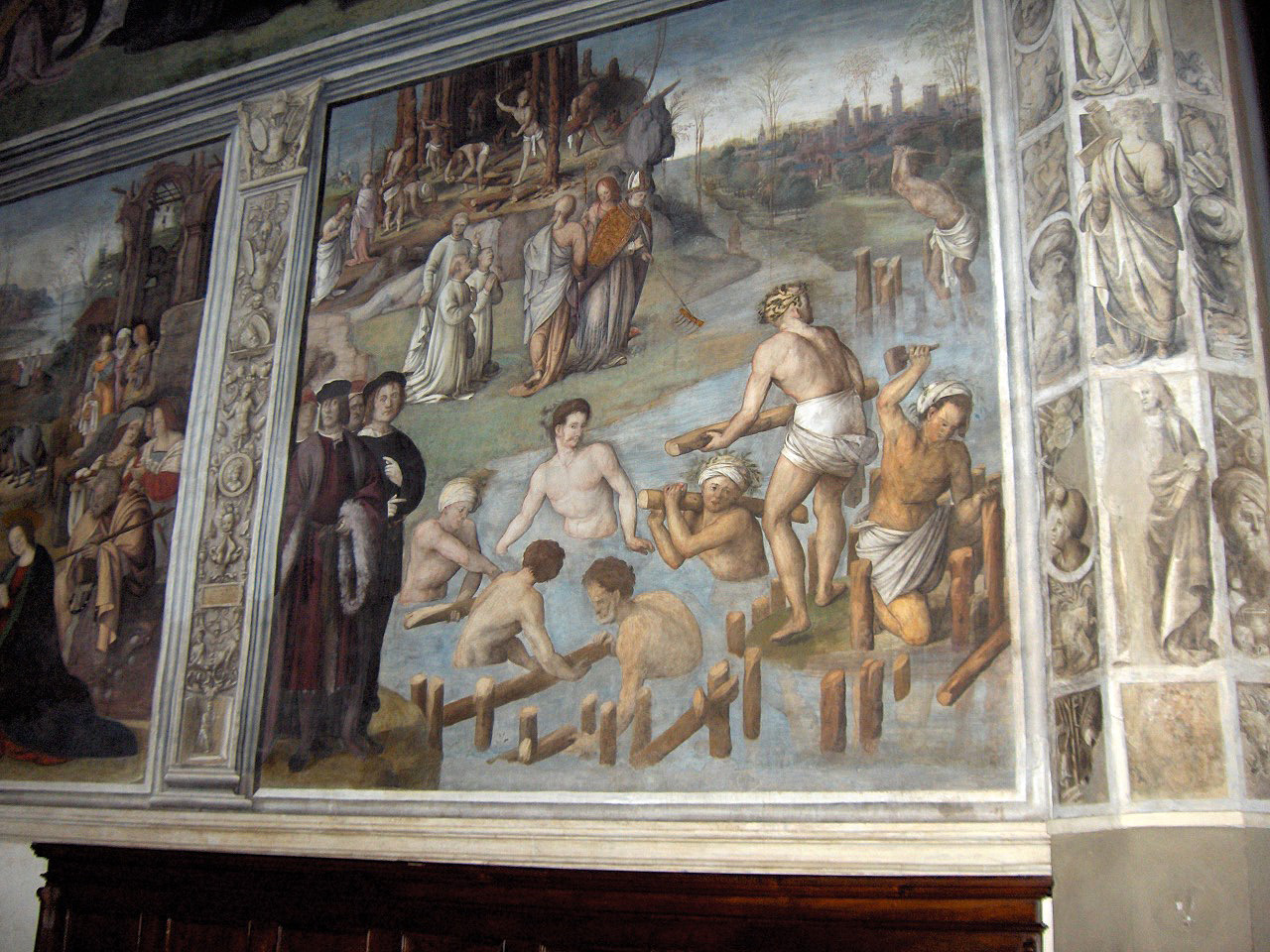
Аміко Аспертіні. Побудова мосту через річку Серкіо, фреска, каплиця Хреста, базиліка Сан Фредіано, місто Лукка.

Відомо, що художник попрацював разом із Лоренцо Коста, Ерколє де Роберті, Франческо Франча. Болоньські митці, незважаючи на майстерність і досвід, так і не дійшли до стилістики Високого Відродження, притаманного таким корифеям, як Донато Браманте, Рафаель Санті. Найближче до них доріс хіба що Франческо Франча, що однак не зумів наситити власні картини зачимим змістом, зупинившись на зовнішній привабливості персонажів та привабливості композицій.
Серед болонців, хто не доріс до стилістики Високого Відродження, був і Аміко Аспертіні. Він якось швидко перетнув кордон раннього місцевого відродження і відразу перейшов до стилю маньєризм з його деформаціями фігур, небаченими фантазіями в одязі і капелюхах, використанням потвор у орнаментах, висвітлення фарб та експерименти з дратівливими кольорами. Так він прийшов до доволі яскравої індивідуальної стилістики, що сподобалась замовникам і Аміко мав чимало замов як на фрески, вівтарні картини, так і на скульптури. 

## Фрески роботи Аміко Аспертіні

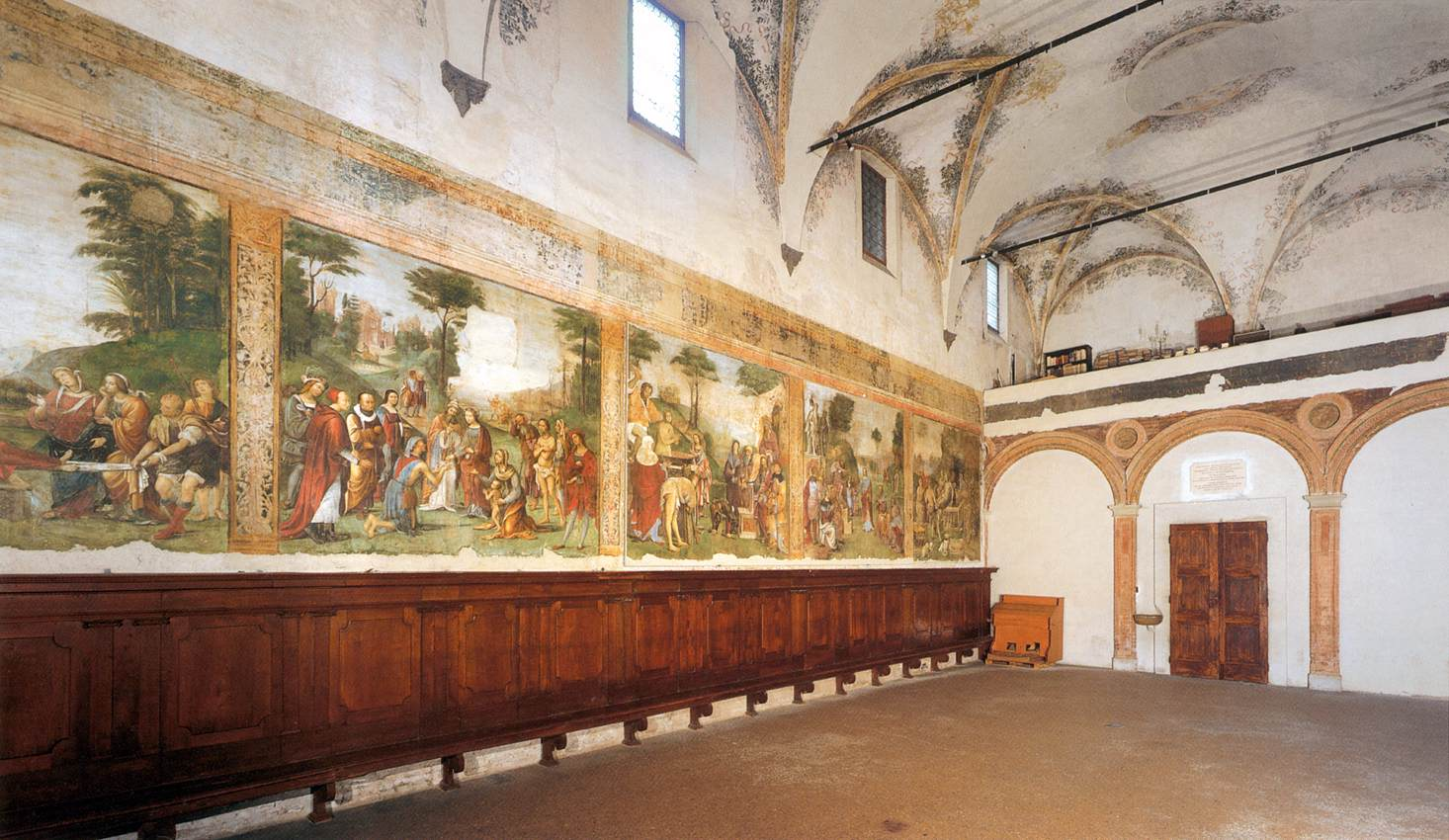
Аміко Аспертіні. Ораторія Санта Чечілія.Фрески

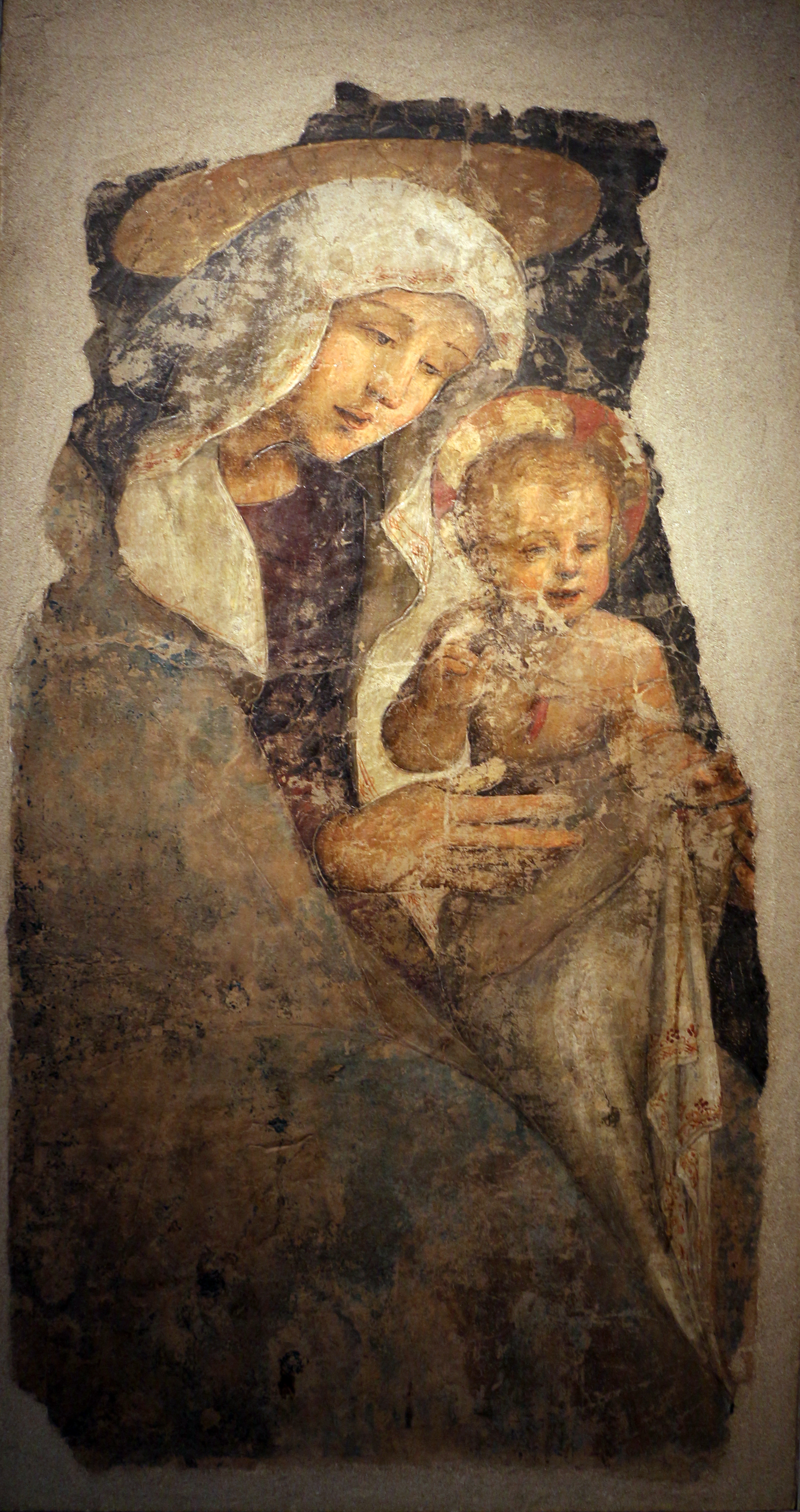
Аміко Аспертіні. Мадонна з немовлям, Ораторія делла Мадонна ді Гальєра.
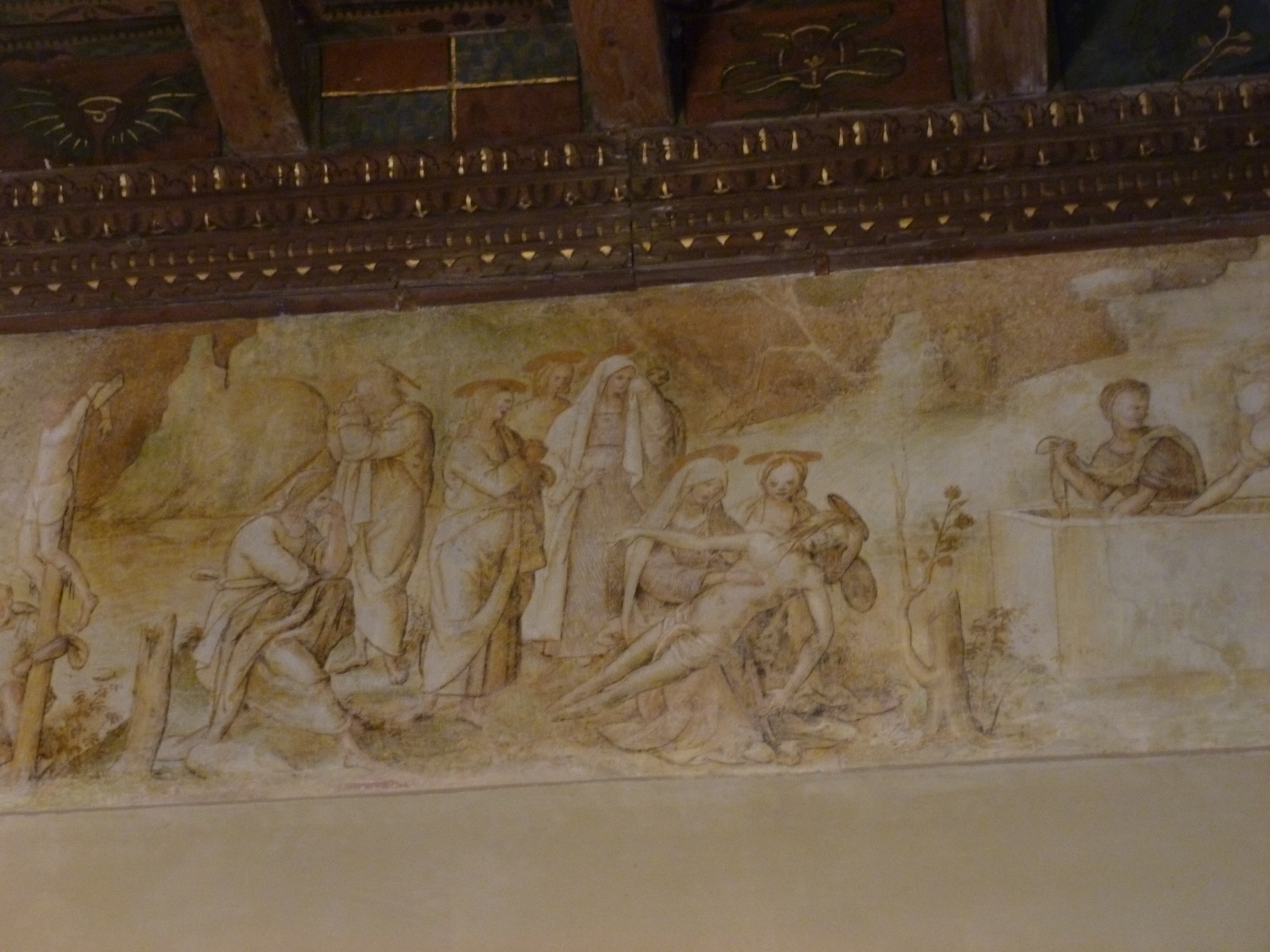
Аміко Аспертіні. Біблійні сцени, замок Градара.
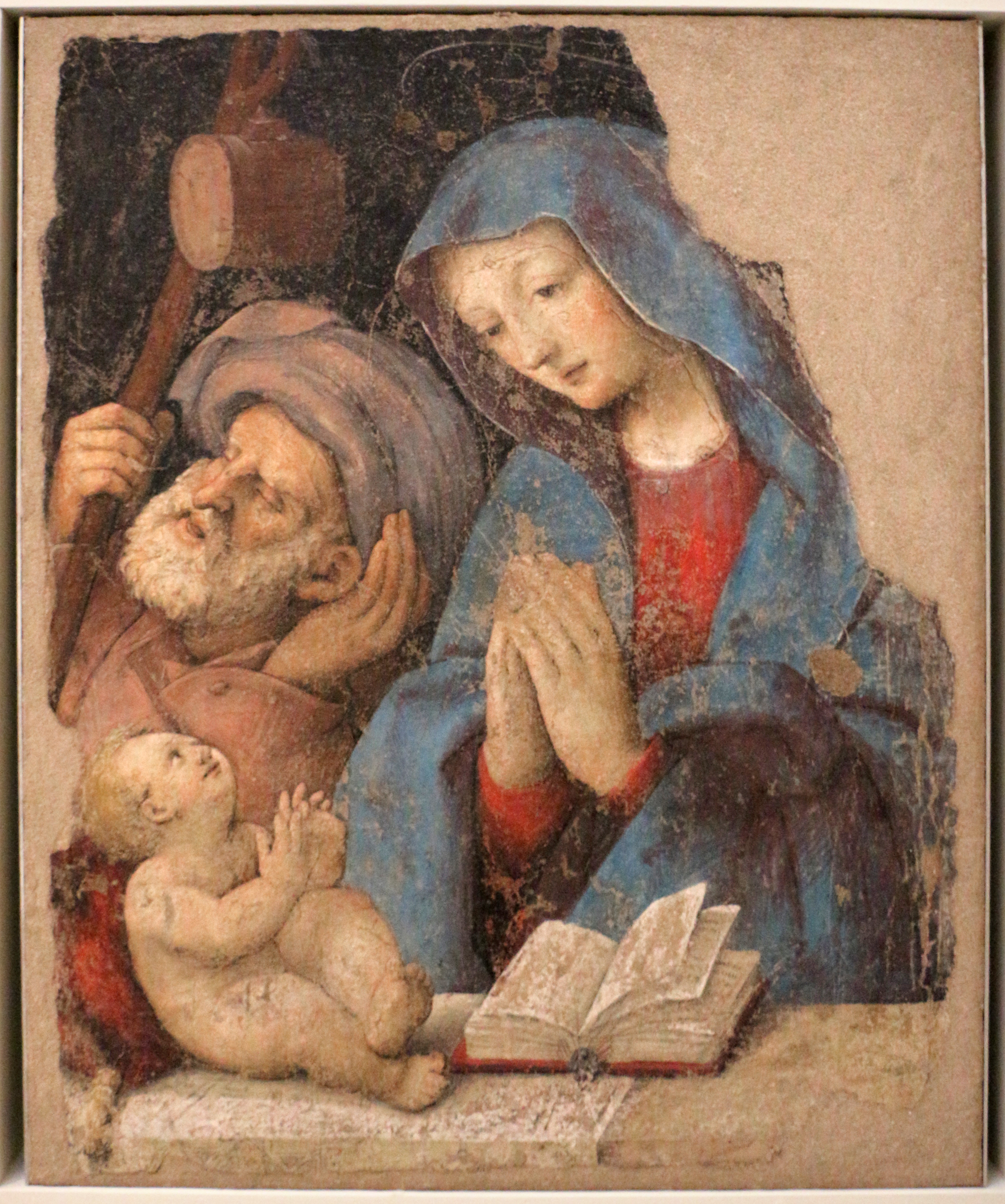
Аміко Аспертіні. Свята Родина. Національна пінакотека Болоньї

## Смерть
Художник помер у Болоньї, поховання відбулося в церкві Сан Мартино Маджоре.

## Особливості особи
Аміко Спертіні замап'ятався здатністю працювати водночасно двома руками (Амбідекстрія), ця  особливість була притаманна і генуезькому художникові Луці Камб'язо. Біографію Аміко Аспертіні описав Джорджо Вазарі.

## Вибрані твори
- Поклоніння пастухів немовляті Христу, Берлін
- Поклоніння пастухів немовляті Христу, (1515 р.) - Уффіці, Флоренція
- Хрещення в Йордані, Налерея, університет Вандербілта, Нешвіл, штат Теннесі
- Фрески в ораторії Санта Чечілія, Болонья[3]
- Фрески в церкві Сан Мікеле ін Боско,  Болонья
- Оплакування Христа зі святими, (1519 р.) Базіліка Сан-Петроніо, Болонья
- Св. Себастьян, Вашингтон, США
- Битва амазонок
- Портрет професора Болонського університета Алессандро Акілліні

## Галерея обраних творів

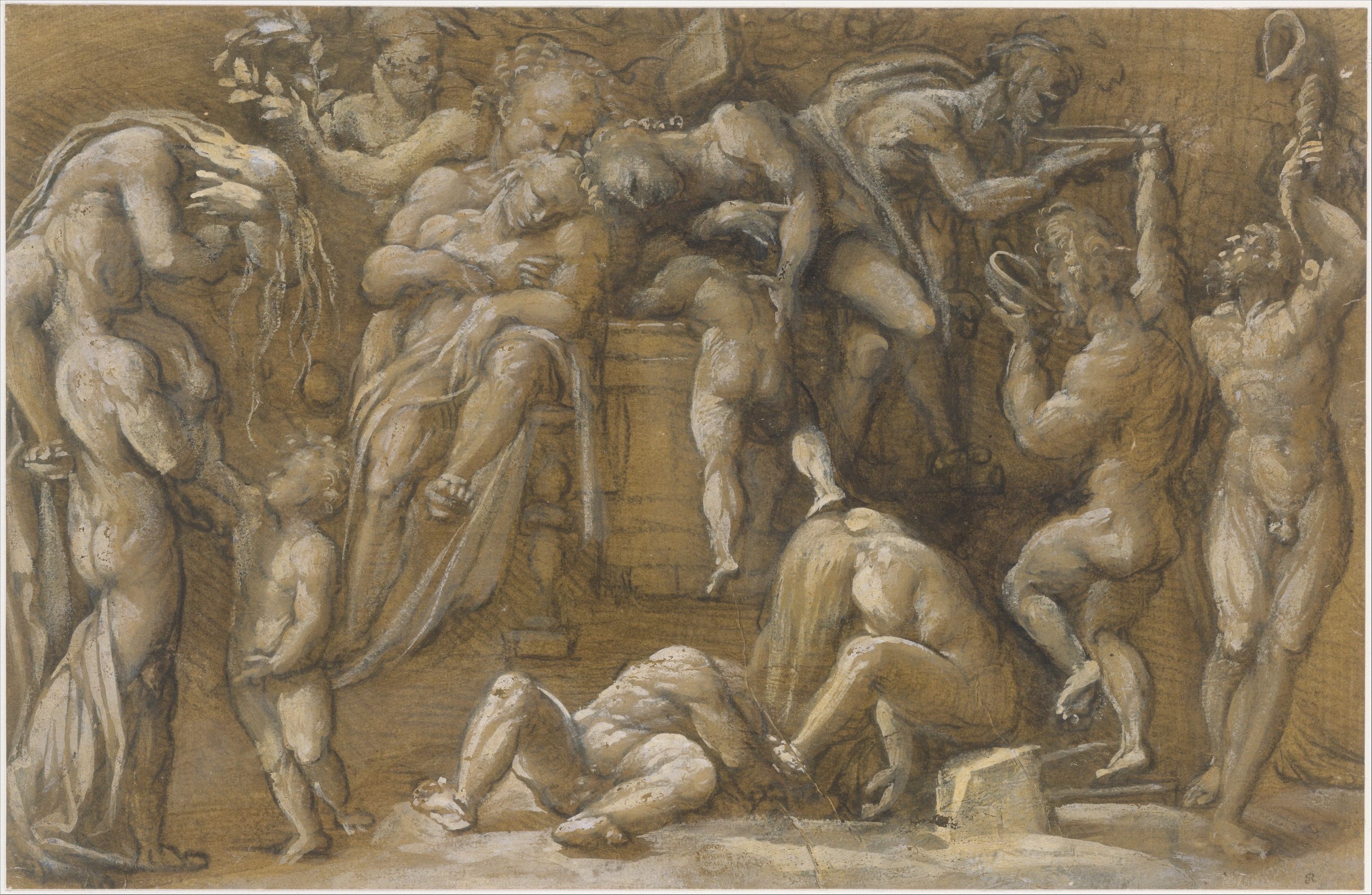
Аміко Аспертіні. Вакханалія, малюнок, Музей мистецтва Метрополітен, США.
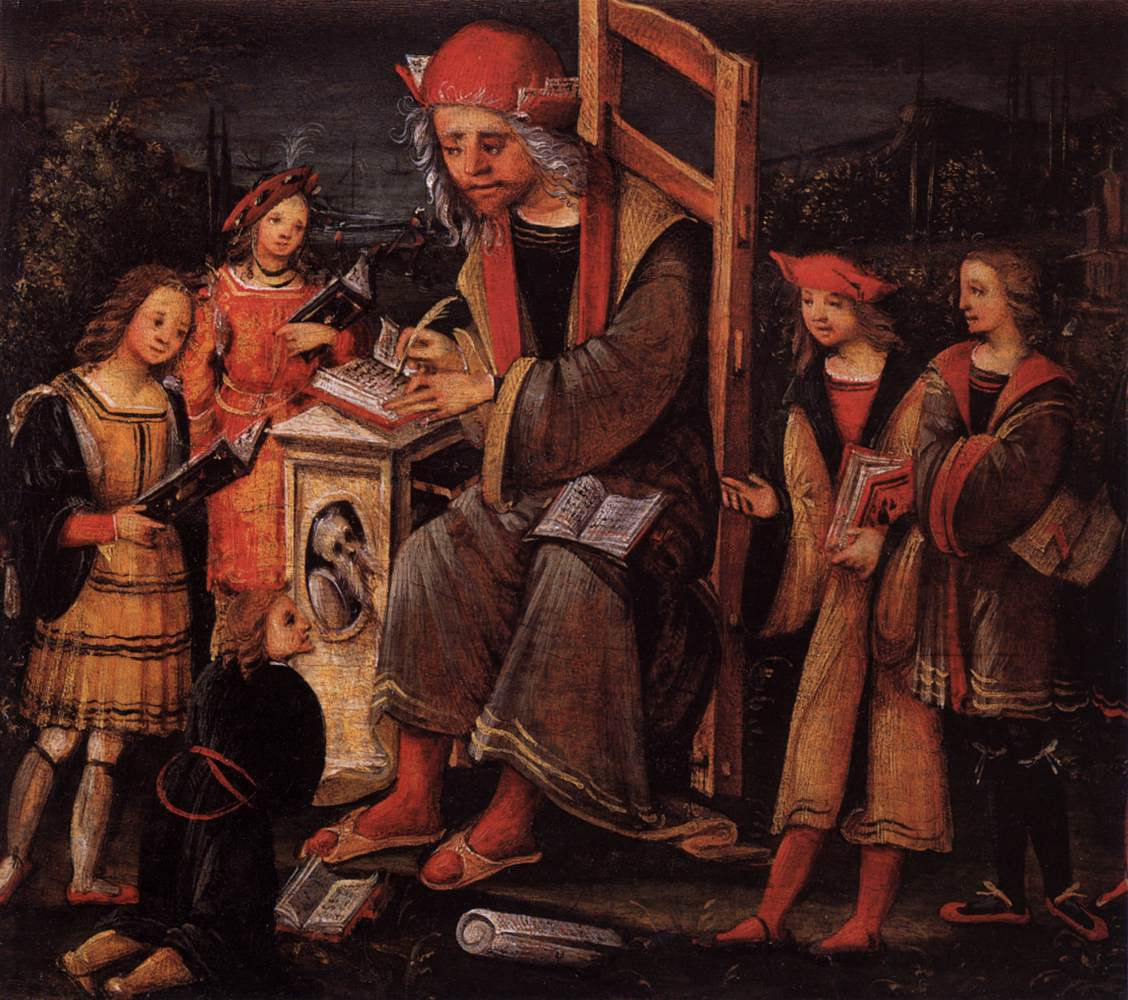
Аміко Аспертіні. Святий Кассіано з учнями. Пінакотека Брера, Мілан
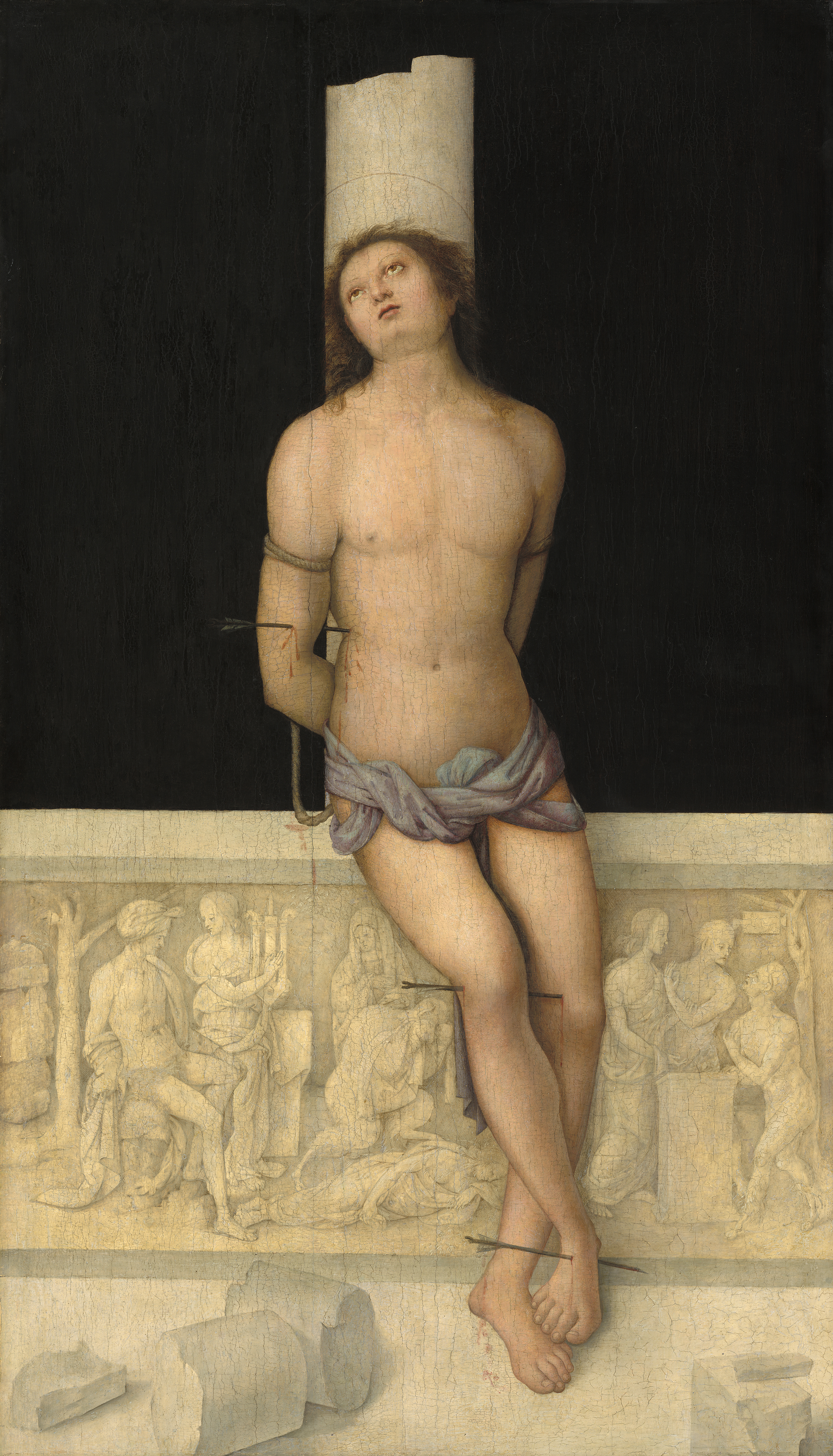
Аміко Аспертіні. Святий Себастьян, Вашингтон.
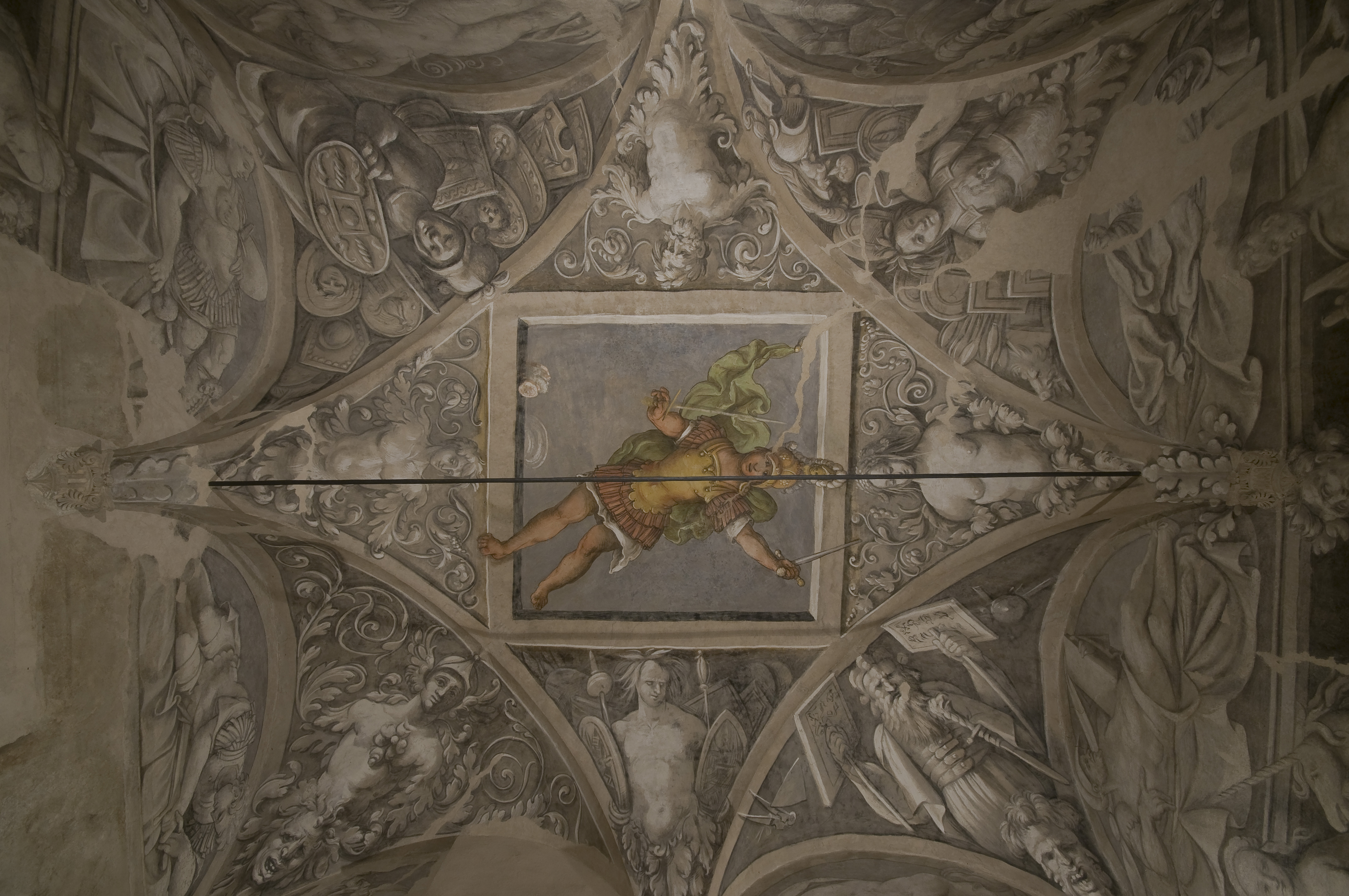
Аміко Аспертіні. Стеля з фрескою в залі Марса, Мінербіо, Болонья.